# Peter Hope
Peter Hope (nacido el 2 de noviembre de 1930) es un compositor y arreglista británico. Es particularmente conocido por sus composiciones de música ligera, tales como la Suite Anillo de Kerry, con la que ganó un Premio Ivor Novello, y por sus arreglos, como «Mexican Hat Dance». También ha escrito un Concierto para flauta dulce y arregló música para la Boda de Felipe de Borbón y Letizia Ortiz (2003), así como para Jessye Norman y José Carreras. A veces firma con el seudónimo William Gardner.

## Obras

### Orquesta
- Momentum: suite for string orchestra (1959)
- Scaramouche, ouverture (1967)
- Four French Dances (1968)
- Kaleidoscope (1969/70)
- The Ring of Kerry, suite (1961)
- Irish Legend, suite (1967)
- Playful Scherzo (1962/3)
- Petit Point (1962)
- Champagne Festival (1981)
- Speedbird Salutes the Few, march commissioned by British Airways. (1990)
- Concerto for Trumpet and orchestra (1952)
- Concertino for Bassoon Strings, Harp and Percussion (2000)
- Concerto (Birthday Concerto) for Recorder, Strings, Harp and Percussion (2003)

### Arreglos para orquesta
- Three American Sketches
  1. Marching Through Georgia
  2. Black is the Colour of my True Loves Hair
  3. Camptown Races
- Cantos Canarias
- Cielito Lindo
- Cockles and Mussels
- La Cucaracha
- Hollywood Concerto (for Rostal and Schaefer) 2 pianos and orchestra
- The Lark in the Clear Air
- Majorcan Fantasy
- Mexican Hat Dance
- O Waly Waly
- Waltzes of Offenbach
- Several Christmas carols

### Música de cámara
- Divertimento for guitar and string trio (2002)
- Serenade for violin viola and cello (2005)
- Bramall Hall Dances for recorder and guitar (2003) (alternative versions for recorder and piano, and recorder cello and harpsichord)
- Four Sketches, for oboe bassoon and piano (2003) (Emerson)
- Overture to “The Rivals”, for recorder, bassoon and harpsichord (or piano) (2004)
- Sonata for Oboe and Piano (2009)
- Sonata for Bassoon and Piano (2014)
- Sonata for Clarinet and Piano (2015)
- Sonata for Recorder and Piano  (2015)

### Música vocal
- Beaminster – song for low voice and piano (2005)
- A Herrick Garland, for Countertenor, recorder, cello and harpsichord (2004)
- Along The Shore, cantata for Soprano, Choir and Orchestra (2005)

### Música incidental
- “Chips Comic” two series of children’s programmes for Channel 4 (with Juliet Lawson)
- Gala Concert Hall – signature tune for BBC radio programme of the same name
- Newsroom 1 for the BBC 1 television news (1969 to the early eighties)
- The Rivals (RADA production, 2004).